# Brits-Mauritius
Brits-Mauritius is Mauritius tussen 1810 en 1968 toen het een Britse kolonie was. Brits-Mauritius was gelegen is in de Indische Oceaan ten oosten van Madagaskar en bestond uit het eiland Mauritius en diverse omliggende eilanden en was daarvoor bijna een eeuw lang een Franse kolonie geweest genaamd Île de France of Frans-Mauritius. De Franse gouverneur-generaal van de Mascarenen, Charles Decaen, leverde het eiland op 3 december 1810 over aan de Britten. Het eiland kwam bij de Vrede van Parijs in 1814 officieel in Britse handen. Het eiland behield echter veel Franse bestuurlijke instellingen, inclusief de Code Napoléon, en het Frans bleef de meest gesproken taal. Op sociaal en economisch vlak veranderde er echter wel veel gedurende de Britse periode, met name door de afschaffing van de slavernij in 1835. 
In 1968 werd het eiland onafhankelijk onder de naam Mauritius, maar het land bleef nog tot 1992 een Commonwealth realm met Britse koningin Elizabeth II als staatshoofd. In dat jaar werd de Republiek Mauritius uitgeroepen.

## Eilanden die bestuurlijk onder Brits-Mauritius vielen

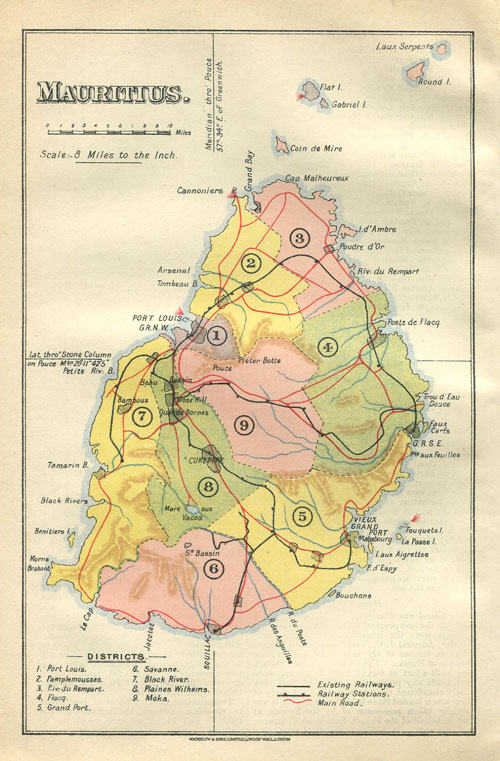
Kaart van Mauritius uit 1910

Het eiland Tromelin, ten noorden van Mauritius, was een onderdeel van Brits-Mauritius. In 1954 kregen de Fransen, die al voor 1810 claims hadden op het eiland, toestemming van de Britten om op Tromelin een meteorologisch station te bouwen en een landingsbaan aan te leggen. Sindsdien is Tromelin in Franse handen gebleven en het is nu een onderdeel van de Verspreide Eilanden in de Indische Oceaan welke bestuurlijk vallen onder de Franse Zuidelijke en Antarctische Gebieden. Mauritius betwist echter dat het akkoord uit 1954 ook een overdracht van soevereiniteit betekende en heeft daarom nog altijd een claim op het eiland.
Ook de Seychellen vielen bestuurlijk onder Brits-Mauritius. Deze eilandengroep werd in 1903 een aparte Britse kroonkolonie.
Verder behoorde ook de Chagosarchipel tot Brits-Mauritius. In 1965, een paar jaar voor de onafhankelijkheid, werd de archipel echter afgesplitst van Brits-Mauritius en onder de naam Brits Indische Oceaanterritorium samengevoegd met enkele eilanden die tot de Seychellen hadden behoord.